# Be Yourself (canción de Audioslave)
«Be Yourself» es una canción de la banda estadounidense de rock Audioslave, publicada como el primer sencillo de su segundo álbum de estudio, Out of Exile, en febrero de 2005. Encabezó la lista Billboard Hot Mainstream Rock Tracks durante siete semanas, mientras en el Hot Modern Rock Tracks se mantuvo durante cuatro semanas en 2005.
Al lado de «Like a Stone» se considera la canción más conocida de la banda y todavía se escucha en las estaciones de radio internacionalmente.
Es el tema de Raw Diva Search 2005 que se celebró por la World Wrestling Entertainment (WWE) y se utilizó como música de entrada del ganador de esa competencia, Ashley Massaro. WWE la utiliza una vez más como una de las canciones del tema oficial de Wrestlemania XXVI. También se utiliza en el primer episodio de la sexta temporada de Scrubs "My Mirror Image". El jardinero de los New York Mets, Shawn Green, también utilizó la canción antes de sus turnos al bate en los juegos en 2006.
Se celebró un concurso a través de Contactmusic.com en el que los fanes de la banda podían presentar sus fotografías, más de dos docenas de las cuales fueron seleccionadas y publicadas en el lanzamiento del vinilo de 7" del sencillo.

## Significado
La letra fue inspirada por los acontecimientos de la vida personal del cantante de la banda, Chris Cornell. «La parte de 'sé tú mismo' viene realmente de un montón de cosas y de cambios que he pasado en mi vida y de todas las tragedias y estúpidos errores que terriblemente he cometido en mi vida personal» explicó. «Eso es lo único en donde envejecer es mejor, y esta canción lo dice de manera tan simple que hace 10 años me hubiera dado vergüenza decirlo. Pero ahí está».

## Video musical
El video musical fue filmado en un viejo hotel en el centro de Los Ángeles y lo dirigió el veterano realizador de vídeos musicales Francis Lawrence, quien también ha filmado vídeos para Gwen Stefani, Aerosmith, Jennifer López y Will Smith e hizo su debut como director de cine con Constantine. El clip se inicia con la banda tocando la canción, en concreto con un primer plano de Tom Morello tocando su guitarra en su mayor parte. Siguen los primeros planos de Chris Cornell cantando, junto con más planos de la guitarra de Morello. La banda se muestra entonces, después del coro, en una habitación oscura aislada con grandes ventanales, al igual que la sala en su video de «Like a Stone». Siguen los primeros planos de Morello en el solo de guitarra, con vistas abstractas de Cornell, mientras que las luces cambian de color en el fondo con rapidez. Durante el último estribillo, las luces del fondo se iluminan de color rojo.
Cornell ha dicho que la banda modeló el concepto inspirados en la película de The Beatles, Let It Be. Cornell explicó: «Si miras Let It Be, el aspecto de la película hace que la banda se vea como si fuera un acontecimiento importante. Solo quería verme importante, como las cosas se veían cuando yo era un niño».

## Lista de canciones
Sencillo en CD
1. «Be Yourself» – 4:38
2. «Like a Stone» (versión en vivo) – 4:24
3. «Show Me How to Live» (Remix by T-Ray) – 4:48
4. «Be Yourself» (Video musical)" – 4:48

Vinilo de 7"
A. «Be Yourself» – 4:38
B. «Super Stupid» (cover de Funkadelic) – 3:24

## Posicionamiento en listas
| País           | Lista (2005)            | Mejor posición |
| -------------- | ----------------------- | -------------- |
| Alemania       | Media Control Charts    | 87             |
| Australia      | ARIA Singles Chart      | 34             |
| Austria        | Ö3 Austria Top 40       | 73             |
| Estados Unidos | Billboard Hot 100       | 32             |
| Estados Unidos | Modern Rock Tracks      | 1              |
| Estados Unidos | Mainstream Rock Tracks  | 1              |
| Estados Unidos | Pop 100                 | 33             |
| Francia        | SNEP Singles Chart      | 74             |
| Irlanda        | Irish Singles Chart     | 48             |
| Italia         | FIMI Singles Chart      | 40             |
| Nueva Zelanda  | NZ Top 40 Singles Chart | 38             |
| Países Bajos   | Mega Single Top 100     | 91             |
| Reino Unido    | UK Singles Chart        | 40             |
| Suecia         | Sverigetopplistan       | 48             |

### Sucesión en listas
| Anterior: «E-Pro» de Beck                           | Modern Rock Tracks — Sencillo n.º 1 9 de abril de 2005 — 30 de abril de 2005    | Siguiente: «Holiday» de Green Day |
| Anterior: «Boulevard of Broken Dreams» de Green Day | Mainstream Rock Tracks — Sencillo n.º 1 9 de abril de 2005 — 21 de mayo de 2005 | Siguiente: «Happy?» de Mudvayne   |